# Pachybrachis atomarius
Pachybrachis atomarius (лат.) — вид жуков-скрытоглавов из семейства листоедов (Chrysomelidae).

## Ареал
Северная Америка: восточная Канада (Квебек, Онтарио).

## Описание
Длина самцов 1,85 ± 0,07 мм, ширина 1,01 ± 0,03 мм. Окраска в основном буровато-чёрная с желтоватыми отметинами на переднеспинке и надкрыльях. Пигидиум полностью чёрный. Биология неизвестна. Вид был впервые описан в 1847 году американским энтомологом Ф. Э. Мельсхаймером.